# Magnus Brunner
Magnus Brunner, avstrijski politik, * 6. maj 1972, Höchst, Avstrija.
Brunner je avstrijski politik, član Avstrijske ljudske stranke (ÖVP). Od 1. decembra 2024 je evropski komisar za notranje zadeve in migracije. Pred tem je bil med letoma 2021 in 2024 avstrijski finančni minister v vladi kanclerja Karla Nehammerja.

## Mladost in izobraževanje
Brunner je študiral sodno prakso na Univerzi v Innsbrucku, Univerzi na Dunaju (dr. iur.) in King's College London (LLM).

## Politična kariera
Brunner je bil član zveznega sveta Avstrijske ljudske stranke (ÖVP) od 1. maja 2009 do 6. januarja 2020.
Bil je državni sekretar (Staatssekretär) na ministrstvu za podnebne ukrepe, okolje, energijo, mobilnost, inovacije in tehnologijo v vladi kanclerja Sebastiana Kurza.
Po evropskih volitvah leta 2024 ga je avstrijska vlada imenovala za evropskega komisarja države pod vodstvom predsednice Ursule von der Leyen. Pripadel mu je resor  za notranje zadeve in migracije.

## Druge dejavnosti
- Evropska investicijska banka (EIB), član sveta guvernerjev po funkciji (od 2021)
- Evropski mehanizem za stabilnost (ESM), član sveta guvernerjev (od 2021)
- Azijska razvojna banka (ADB), član sveta guvernerjev po funkciji (od 2021)
- Evropska banka za obnovo in razvoj (EBRD), član sveta guvernerjev po funkciji (od 2021)
- Medameriška razvojna banka (IDB), član sveta guvernerjev po funkciji (od 2021)
- Agencija za večstransko jamstvo za naložbe (MIGA), skupina Svetovne banke, član sveta guvernerjev po funkciji (od 2021)
- Svetovna banka, član sveta guvernerjev po funkciji (od 2021)